# フリーガーファウスト
|        |                                      |
| 名称   | Fliegerfaust ※写真はFliegerfaust B型 |
| 全長   | 131.8cm                              |
| 口径   | 22mm                                 |
| 重量   | 本体：6.6kg（ロケット弾装填時9.1kg） |
| 射程   | 有効射程：500m（最大射程：2,000m）   |
| 製造国 | ドイツ                               |

フリーガーファウスト（Fliegerfaust）は、第二次世界大戦後期にナチス・ドイツで開発された携帯用対空ロケットランチャーである。フリーガーファウストとは、ドイツ語で「（対）航空機拳骨」や「空飛ぶ拳骨」という意味。

## 概要
第二次世界大戦中の1944年の後半に入ると、ノルマンディー上陸作戦にてドイツ軍は敗北し、その後の西部戦線での制空権は連合軍の手に移っていた。この事によりドイツ陸軍の多くは、前線に到着する前に、イギリス空軍・アメリカ陸軍航空軍のP-47やP-51といった戦闘爆撃機（ヤーボ）により陸上兵器の多くを喪失する事が多かった。この事から前線のドイツ将兵の間では、ドイツ空軍はもはや当てにできないと判断、陸軍自ら航空機を撃墜できる、対戦車兵器であるパンツァーファウストのコンセプトを引き継いだ携帯型防空兵器の開発要請を陸軍兵器局に要請し、開発に至ったものである。

## 開発段階でのフリーガーファウスト
- ルフトファウストA型

陸軍兵器局からの要請を受けたライプツィヒにあったフーゴ・シュナイダーAG（HASAG）は、1944年7月に携帯用防空兵器の研究を開始し、初期型が完成した。内径2cmの砲身4本を縦に並べた形状で、最初の発射実験ではMG 151/20用のミーネンゲショス（薄殻弾頭榴弾）の装薬を抜いた物が使われた。これは、パンツァーファウスト同様に無反動砲式に発射されるもので、まだロケット弾ではなかった。次いで2 cm Flak 38対空機関砲用の曳光榴弾の弾頭が使えるようになり、この19gの炸薬を内蔵した90gの弾頭にロケット推進体が追加された。これは、初速と射程を増加させるもので一度に4発が発射され、最高速度は380m/sに達した。この初期型は「ルフトファウストA型」と命名されたが、テスト段階で目標に対し十分に弾幕が広がらないことから正式採用に至らなかった。
A型はその後改良され、発射管の口径を3cmに拡張し、さらに発射管を6門に変更。弾薬に330gの3cmロケット弾を使用した物を完成させたが、射程が短く命中率も悪かったため正式採用に至らなかった。
- ルフトファウストB型（1945年2月4日にフリーガーファウストと改名）

外見の特徴としては、9門のロケット弾発射用筒が一つに束ねられ、位置も筒内部に中央の1門を中心に回りを囲むように残り8門が並んで配置されている。発射は2斉射式を採用し、射撃するとまず最初4門のロケット弾が発射され、0.2秒遅れて残りの5門が発射される仕組みであった。その他にも発射筒前後にはグリップおよび肩当てが装着、筒の上部には簡単な横長照準装置が装着されていた。完成したフリーガーファウストは、通常は専用の携行箱に収められ、即座に使用できるように5発のロケット弾があらかじめ装填されている。
発射方法は、発射筒を肩に担ぎ、前方照準器で低空で進入してくる航空機に狙いをつけ発射する。有効射程は500メートル、最大射程は2,000メートルとされていた。

## その後
初期のフリーガーファウストは、開発元であったヒューゴ・シュナイダーAGで生産されたが、大量生産を目的に工作精度は低く作られており、製作材料に関してもプレス鋼板を用い特殊な資材は一切必要無かったため、その後は近郊の町工場でも量産が開始されている。
しかし、開発生産が第二次世界大戦末期であったため、約10,000門の生産が見込まれていたものの、生産・輸送共に軒並み連合軍により徹底的に破壊され、生産は進まず、ごく少数が配備・運用されたのみで終わっている。

## 登場作品

### アニメ・漫画
『ストライクウィッチーズ』
フリーガーファウストをモデルにした架空の携帯ロケット兵器「フリーガーハマー」が登場。時限信管式のロケット弾9発を装填しており、サーニャ・V・リトヴャク中尉が使用する。重厚な見た目の割には軽いらしい。
『ハッピータイガー』
大戦末期、ドイツの各種兵器を日本へ運ぶ主人公たちが、途中上陸したビルマで使用。同行する日本陸軍兵達とともに対空射撃を行い、敵の攻撃機を撃退した。

### 小説
『鏖殺の凶鳥』（文庫名：『凶鳥〈フッケバイン〉 ヒトラー最終指令』）
ドイツ国防軍のグロスマイスター大尉が、墜落した国籍不明機から出てきた「異形者」に向けて発射する。それ以前にもイギリス軍の偵察機型モスキートに対して部下の降下猟兵が構えるが、発射はされなかった。

### ゲーム
『バトルフィールドV』
突撃兵のガジェットとして使用可能。
『Sniper Elite 4』
DLC「Death Storm」にて、「Neufaust」として追加される。ただし、一発ごとの発射が可能である点が、フリーガーファウストと異なる。
『Enlisted』
イベントFireAttackにてルフトファウストB型の名前で登場